# Micromyzella enigmatica
Micromyzella enigmatica är en insektsart. Micromyzella enigmatica ingår i släktet Micromyzella och familjen långrörsbladlöss. Inga underarter finns listade i Catalogue of Life.